# Kali (Göttin)

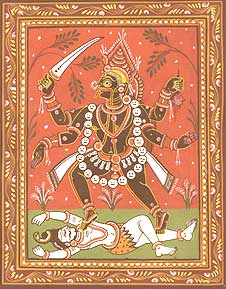
Kali tanzt auf Shiva

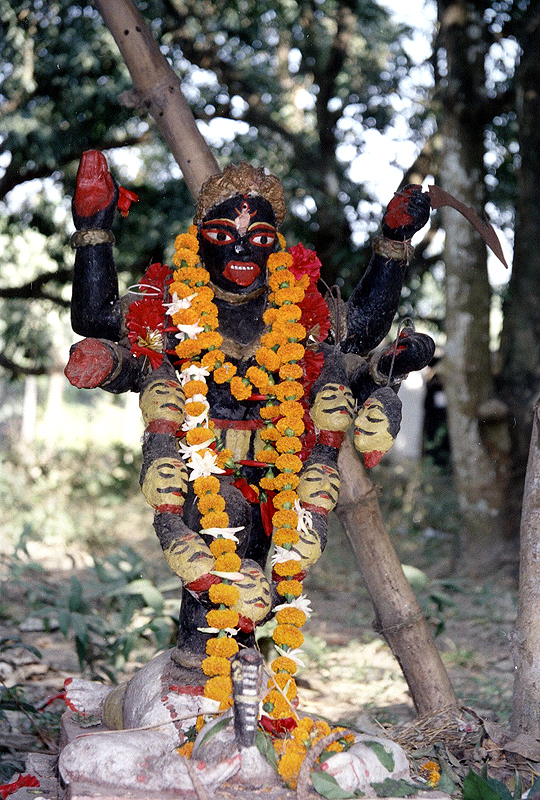
Kali-Heiligtum an einem Dorfrand in Westbengalen

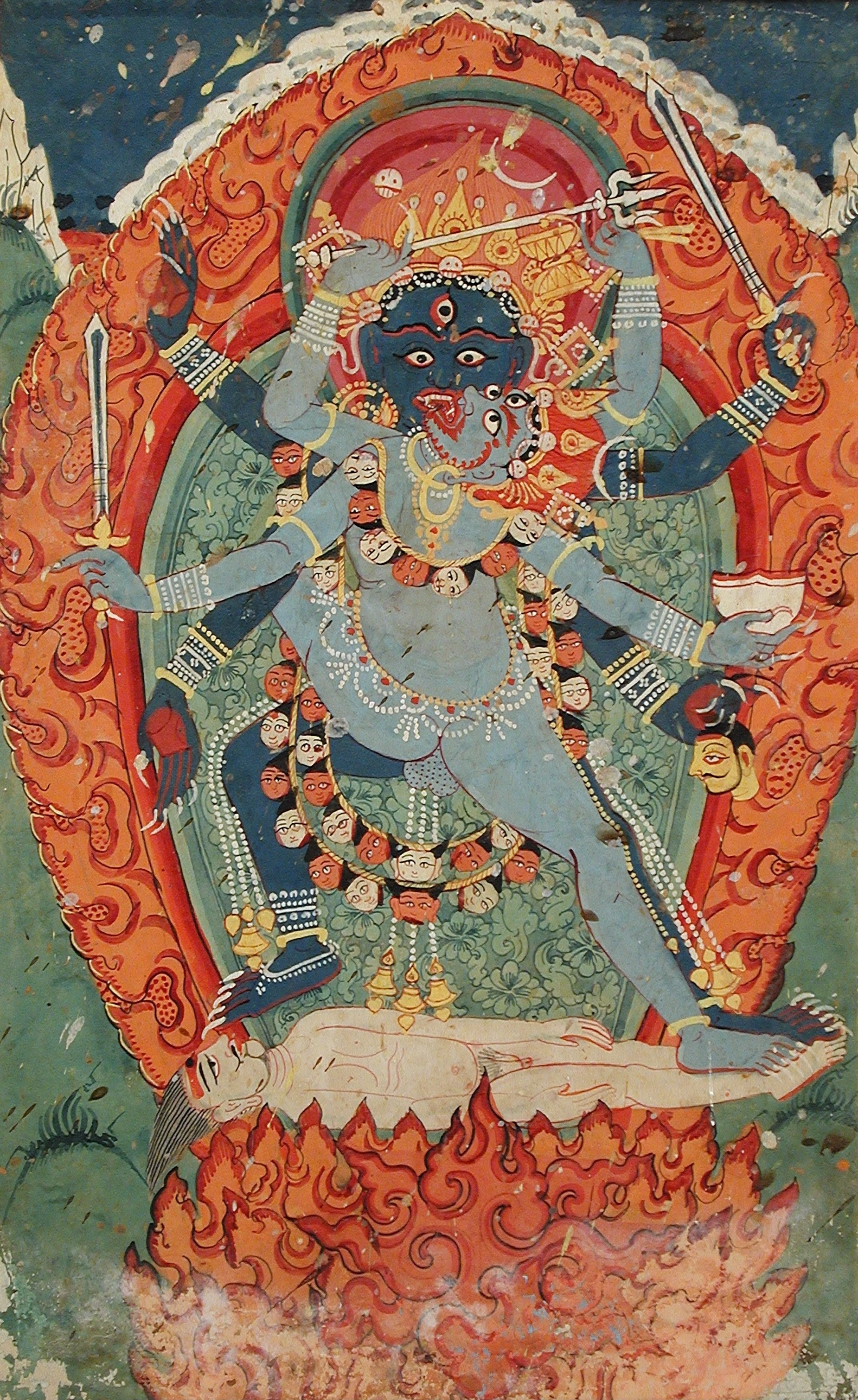
Kali in Vereinigung mit dem Gott Bhairava, 18. Jh., Nepal

Kali (Sanskrit, f., काली, Kālī, wörtl.: „Die Schwarze“) ist im Hinduismus eine bedeutende Göttin des Todes, der Zerstörung und der Erneuerung. In der indischen Mythologie stellt sie eine Verkörperung des Zornes der Durga dar, aus deren Stirn sie entsprungen und dann das Weltall mit ihrem schrecklichen Brüllen erfüllt haben soll. In anderen Mythen ist sie die dunkle Seite Parvatis und eine der Mahavidyas. Kali gilt im Volksglauben der Hindus als eine der wenigen Göttinnen, die Wünsche erfüllen können.

## Kali und Shiva
Viele Texte beschreiben Kali als unabhängig von einer männlichen Gottheit. Wenn eine solche jedoch erscheint, ist es Shiva, als dessen Gefährtin oder Ehefrau sie ihn zu wildem, unzivilisiertem Verhalten anstiftet (siehe Bhairava). Viele Bilder zeigen, wie sie auf Shiva tanzt oder steht, denn im Mythos wird erzählt, einst habe Kali, trunken vom Blut ihrer Feinde, auf dem Schlachtfeld triumphierend getanzt, und um ihr Toben zu stoppen, habe Shiva sich hingelegt wie eine Leiche. Erst als Kali auf ihm tanzte, habe sie ihren Gemahl erkannt und innegehalten. Vor Schreck und Scham über ihr Verhalten habe sie die Zunge herausgestreckt.
Auf einer anderen Bedeutungsebene drückt das Bild der Kali auf dem leblosen Körper ganz deutlich ihre Überlegenheit aus: Sie ist Shakti, das bedeutet Energie – der dynamische Aspekt Shivas. „Shiva ohne Kali ist Shava“, so eine gängige Redensart bei ihren Verehrern. Sanskrit shava heißt „leblos, Leichnam“. Aber letztlich sind Shiva und Kali eine untrennbare Einheit. Tantrische Werke zeigen sie in Liebesvereinigung, als Elternpaar des Universums. In einem weiteren Mythos ist es Shiva als Kind, der ihre mütterliche Seite weckt. Im Tantra wird der abgeschlagene Kopf als Symbol für die Befreiung von dem Ego-Prinzip, der Identifikation mit dem vergänglichen Leib interpretiert.

## Ikonographie
Die Ikonographie zeigt Kali meist schwarz, manchmal blau dargestellt. Sie hat mehrere Arme, meist vier oder zehn, und trägt eine Halskette aus Schädeln, einen Rock aus abgeschlagenen Armen, manchmal hängt ein totes Kind an ihrem Ohr. Die Attribute in ihren Händen können variieren: Meist hält sie einen abgeschlagenen Schädel, eine drohend erhobene Sichel und eine Blutschale. Auf der Stirn befindet sich das „Dritte Auge“ und ihre Zunge  streckt sie weit heraus, doch auf vielen Darstellungen ist ihre rechte Hand erhoben und zeigt die segnende und trostgebende Handgeste (mudra).
Sowohl in der Mythologie als auch in der Ikonographie sind weibliche Goldschakale Kalis wichtigste Begleittiere. Im Vasantaraja Sakuna, einem Buch, das von durch Tiere hervorgerufenen Omen handelt, sind den Schakalweibchen 90 Verse gewidmet, und bei vielen Verehrern der Göttin gelten sie als Glück verheißende Botschafter. Demnach soll der Gläubige, der am Morgen das Schakalgeheul vernimmt, die Göttin grüßen.

## Bedeutung
Kalis Bedeutung beschränkt sich nicht auf den Todesaspekt. Die Gläubigen sehen sie trotz ihrer schrecklichen Gestalt auch als Beschützerin der Menschen und göttliche Mutter, als Kali-Ma (Ma = Mutter in Hindi), deren zerstörerische Wut sich nicht gegen die Menschen, sondern gegen Dämonen und Ungerechtigkeit richtet. 
In dieser furchterregenden Manifestation ist die Göttin zuständig für die Auflösung des Universums; die Sichel in der Hand deutet auf die Ernte, auf das Ende des Lebens. Kali ist auch „Kala“, die Zeit, und die Zeit vernichte und verschlinge alles. Die Sichel ist ihren Anhängern aber nicht nur ein Symbol des Todes, sondern kann als Werkzeug der Erlösung verstanden werden: Sie durchschneide Verwirrung, Unwissenheit und Bindungen und mache dadurch den Weg frei zur Erlösung. Damit gilt Kali auch als Zerstörerin der negativen Kräfte und Illusionen, die den Menschen daran hindern, Heil zu erlangen und den Geist zu befreien, um dem Kreislauf der Wiedergeburten, dem Samsara, zu entkommen.
Als Göttin des Todes ist Kali also auch eine Göttin der Transformation, sie ist die Mutter, die das Leben gibt, und sie ist es auch, die es wieder zurücknimmt. Im Shaktismus gilt sie als Manifestation des Höchsten und wird als gnadenreiche Mutter und Erlöserin verehrt.
Eine bekannte mythologische Geschichte ist die des Kampfes mit einem Dämon namens Raktabija, der die Welt aus dem Gleichgewicht zu bringen drohte. Wann immer er verletzt wurde und eine Gliedmaße oder ein Blutstropfen von ihm zur Erde fiel, entstand daraus ein zweiter Raktabija – er war somit unbesiegbar. Die Götter in ihrer Not wandten sich an die Muttergöttin Devi, welche sich in Gestalt von Kali manifestierte und den Dämon angriff. Sie schlug ihm den Kopf ab und trank alles heraustretende Blut. Somit wurde Raktabija vollkommen vernichtet. Kali ist daher die Göttin der vollständigen Vernichtung, aber auch die Mutter Erde, in die alles zurückkehrt und die dafür Sorge trägt, dass nichts verloren geht.

## Verehrung
Besonders populär als göttliche Mutter ist Kali heutzutage in Bengalen und in Nepal, aber auch im über ganz Indien verbreiteten Tantrismus spielt sie eine wichtige Rolle und personifiziert hier das Höchste.
Eine herausragende Rolle spielt sie in der späten religiösen Bengali-Literatur. Im Unterschied zur Haltung der Tantriker, die Kali furchtlos gegenübertreten und ihre magischen Geheimnisse erfahren wollen, nehmen Poeten ihr gegenüber oft die Rolle eines hilflosen Kindes an, die bei Kali, ihrer Mutter, Erlösung suchen. Obwohl sie den Tod deutlich vor Augen führt, hoffen ihre Anhänger, die Furcht vor dem Tod mit ihrer Hilfe zu überwinden.
Der wichtigste Feiertag Kalis ist Kalipuja, der am selben Tag wie das Lichterfest Diwali, nach dem Mondkalender meist Ende Oktober/Anfang November, gefeiert wird. Verehren Hindus im Osten von Indien an diesem Tag Kali, die dunkle Seite der Göttin, beten andere sie zur selben Zeit als Lakshmi, als strahlende, Glück verheißende Göttin an.

### Kalighat-Tempel
Einer der bekanntesten Tempel Indiens ist der Kalighat-Tempel in Kolkata (ursprünglich: Kali-Ghat = „Ufertreppe der Kali“), einem wichtigen hinduistischen Wallfahrtsort. Ihre Statue ist ein riesiger schwarzer Gesteinsblock, der nach einer Legende im Fluss gefunden wurde, nach einer anderen aus der Erde gewachsen ist. Diesem schenkten Besucher im Laufe der Zeit goldene Gliedmaßen und prachtvolle Bekleidung und verehren darin nun „Kalima“, ihre göttliche Mutter.

### Dakshinkali-Tempel
Eines der wichtigsten und populärsten Heiligtümer Nepals ist der Dakshinkali-Tempel südlich von Kathmandu. Hier werden täglich hunderte von unkastrierten männlichen Tieren (meist Hähne und Ziegenböcke) geopfert. Die Köpfe und das Fell der Tiere verbleiben im Tempel, das Fleisch wird von den Opfernden und deren Familienangehörigen bei einem Picknick im Wald zubereitet oder mit nach Hause genommen.